# Ivo Lola Ribar
Ivo Lola Ribar (23. dubna 1916 – 27. listopadu 1943) byl jugoslávský komunista a partyzán chorvatské národnosti.
Národní hrdina Jugoslávie, který padl v boji s fašistickými okupanty.
Byl synem Ivana Ribara, vysokého úředníka předválečného Království Jugoslávie a prvního poválečného prezidenta Jugoslávie. Zbytek jeho rodiny byli také komunisté. Jeho bratr Jurica Ribar padl v bojích o Kolašin (1943). Když začala druhá světová válka, stal se Ribar členem ústředního výboru Komunistické strany Jugoslávie. Ivo Ribar patřil také k nejbližším spolupracovníkům Josipa Broze Tita.
V říjnu 1943 byl Lola Ribar jmenován velitelem první Partyzánské vojenské mise na Blízkém východě. Nicméně, těsně předtím, než se vydal na cestu ukořistěným německým letadlem do Káhiry, zemřel při německém bombardování města Glamoč. Dva členové britské vojenské mise v Jugoslávii, William Deakin a Sir Fitzroy Maclean, 1. baronet, popsali okolnosti smrti Ribara a dvou britských důstojníků při útoku malého německého letadla.

### Externí odkazy

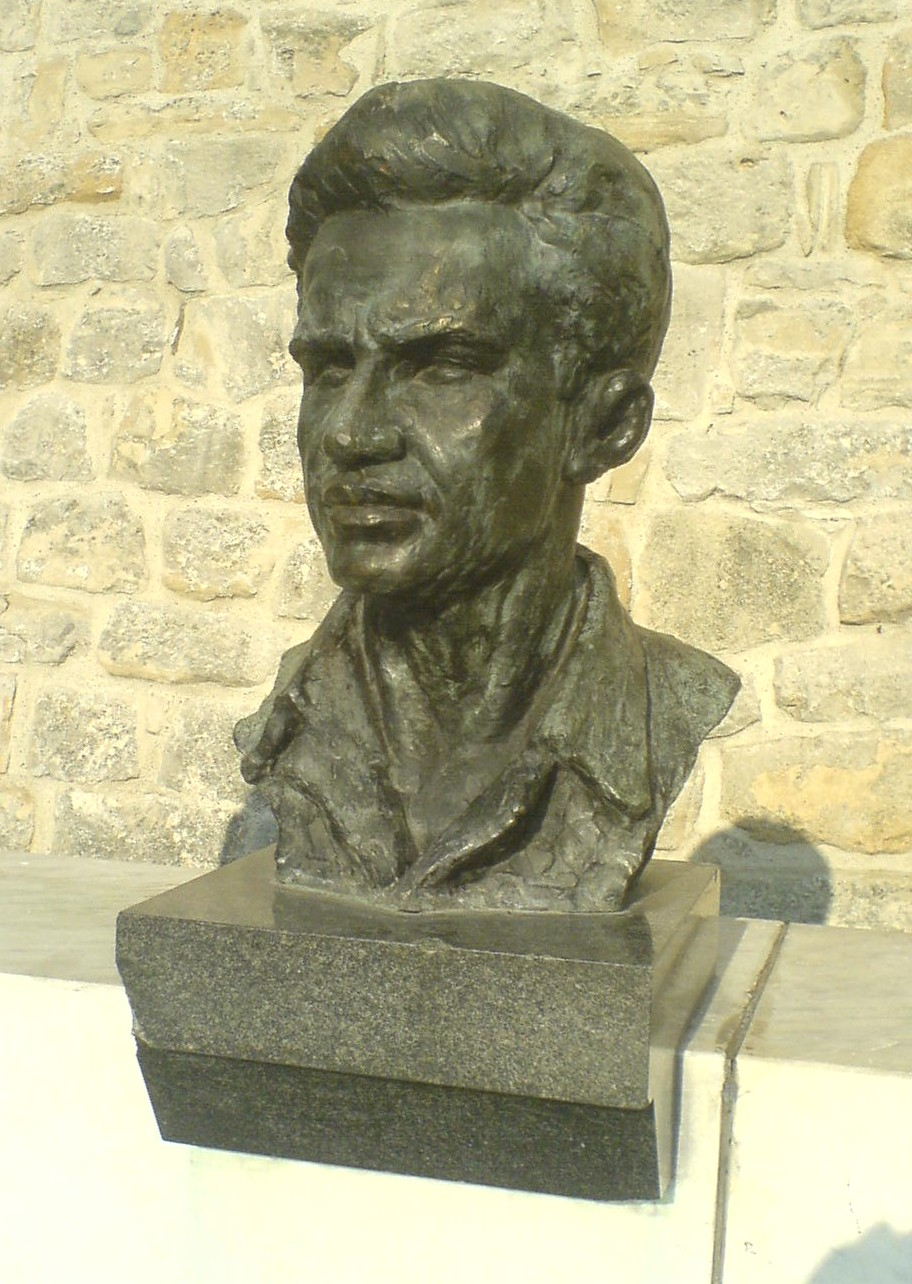
Busta Ivo Ribara v Iloku